# Копорье (крепость)
Крепость Копо́рье (Крепость в Копо́рье, Копо́рская крепость) — памятник русского средневекового оборонительного зодчества — находится на юго-западе Ленинградской области, на краю Ижорской возвышенности, в селе Копорье. Крепость расположена в 12 км к югу от Финского залива и занимает небольшую площадку высокого скального мыса. Один из наиболее сохранившихся памятников средневековой фортификационной архитектуры.
На своем веку крепость неоднократно перестраивалась и по нескольку раз то переходила в руки шведов, то возвращалась обратно к России.

## История

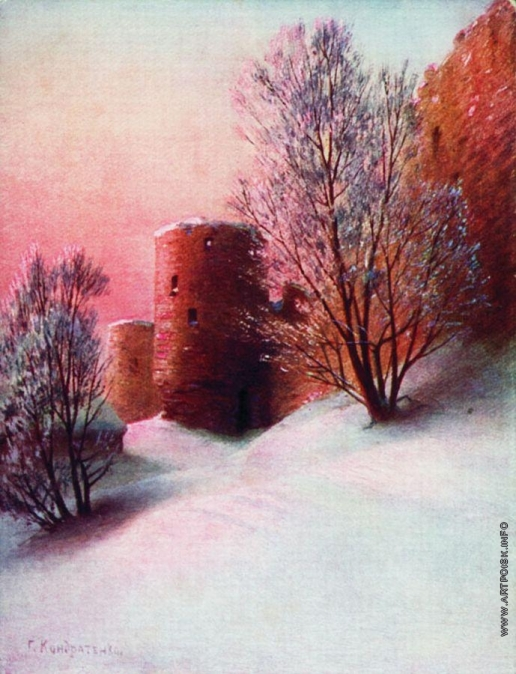
Художник Г. П. Кондратенко. Крепость Копорье зимой.

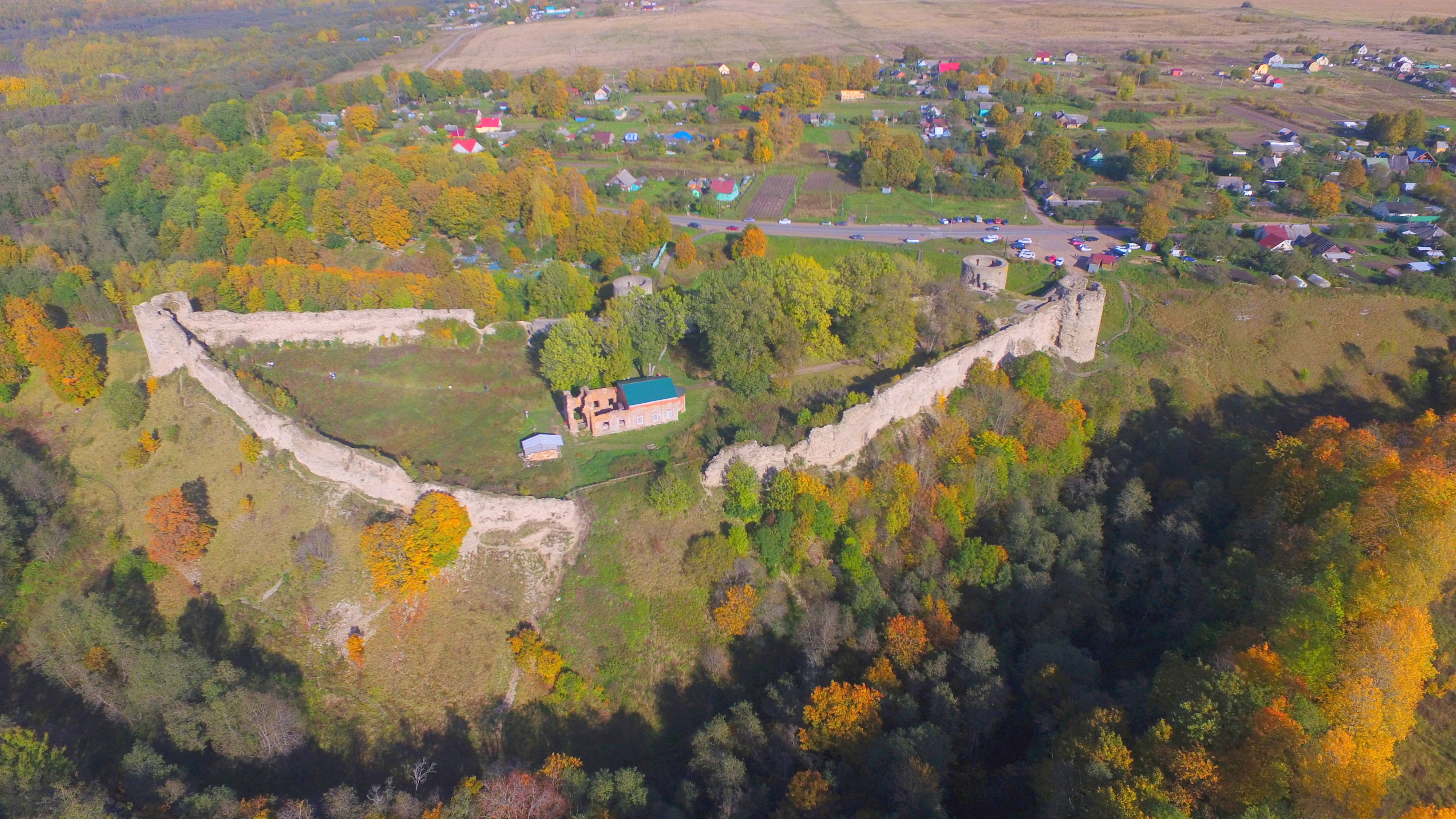

Крепость в Копорье была заложена в 1237 году. Впервые упоминается в новгородских летописях в 1240 году, когда немецкие рыцари Ливонского Ордена построили в Копорском погосте деревянную крепость.

В 1241 году Александр Невский отбил крепость у немецких рыцарей и разрушил её. При штурме погиб знаменитый богатырь Гаврила Алексич. Софийская первая летопись: 
Въ то же лѣто по възвращенію, побѣдѣ великаго Александра Ярославича, тое же зимѣ пакы пріидоша отъ Западныя страны Нѣмци и Чюдь на Водь. И повоеваша все, и дань на них възложиша, и срубиша городъ въ Копоріи въ отечествѣ великаго князя Александра Ярославича. <…> Того же лѣта поиде князь Олександръ на Нѣмцы, на городъ Копорье, съ Новгородци и взя городъ, а Нѣмцы приведе въ Новгородъ.
В 1280 году великий князь Дмитрий Александрович поставил в Копорье каменный город, который через два года разрушили новгородцы в результате конфликта с князем. Вновь крепость была выстроена в 1297 году новгородцами, а в конце XV — начале XVI века была перестроена.
В 1565 году, когда царь Иван Грозный разделил Русское государство на опричнину и земщину, Копорская крепость вошла в состав последней.
После захвата шведами в 1581 году Копорье вернулось к России лишь по договору 1590 года.
Однако по Столбовскому миру 1617 года Копорье вновь досталось Швеции. В 1656—1657 годах русское войско безуспешно пыталось вернуть Копорье. Шведский наместник края С. Кельмфельт, предполагая, что такие попытки могут повториться, усилил гарнизон в захваченной крепости и укрепил обветшавший оборонительный комплекс. Фортификатор Эрик Дальберг, осмотревший Копорье в 1681 году, счёл состояние крепости плохим и предлагал её разобрать. Губернатор Ингерманландии Отто Ферзен просил шведского короля сохранить Копорье, потому что «…войска могли в случае надобности чувствовать себя там в безопасности…»
В 1703 году, при Петре I, войско под руководством генерал-фельдмаршала Б. П. Шереметьева осадило крепость. Силы наступавших состояли из дворянской конницы, 5 пехотных полков и 5 пушек. Затем Пётр I прислал подкрепление из-под Ямбурга — 3 полка солдат, 3 мортиры и 2 гаубицы. Начавшийся 27 мая 1703 года интенсивный артиллерийский обстрел Копорья принудил шведский гарнизон сдаться. Гигантская брешь в юго-западной стене крепости, существующая и в наши дни, обозначенная на планах XVIII века, — видимо, результат огня русской артиллерии. 
1 июня 1703 года Пётр I вместе с А. Д. Меншиковым осмотрел Копорье и приказал снять план крепостного комплекса и впоследствии не раз Копорье. С 1704 года русские солдаты производят разные «починки» в крепости.
В 1708 году Пётр I передал крепость князю Меншикову, а в 1727 году после его опалы Копорье перешло в казну. В 1748—1750 годах по указу Сената Копорье было передано в ведение Санкт-Петербургской губернской канцелярии, а в 1763 году Копорская крепость была исключена из списка оборонительных сооружений. Крепость и город стали маленьким селением, владелец которого — Зиновьев хотел открыть здесь торговлю тёсаной плитой, но управляющий Министерством внутренних дел Ф. Энгель, учитывая историческую ценность упразднённой крепости, отказал ему в этом, дав заключение: «…подобные древние здания строжайше запрещено разрушать…»
В XIX веке в результате ремонта сильно изменился крепостной мост и собор, а также воротный комплекс. Ремонтные работы были вызваны происшедшим в соборе пожаром.
23 октября 1919 года бойцы 6-й Талабского пехотного полка 2-й пехотной дивизии Северо-Западной армии контратаковали занятое 6-й дивизией 7-й Красной армии село и крепость Копорье.
В 1962 году крепостная церковь сгорела от случайного возгорания.
В 1970 году начинается систематическое изучение и восстановление Копорской крепости. Архитекторы И. А. Хаустова, М. А. Дементьева и кандидат искусствоведения М. И. Мильчик провели историческое исследование крепости, выполнили проект восстановления моста. В 1979—1983 годах по их проекту проведена консервация одной из башен воротного комплекса и части оборонительной стены с башней, занимающей середину длинного прясла (стены).
В 2001 году крепость получила статус музея.
7 апреля 2013 года крепость официально была закрыта для посещения из-за аварийного состояния. В 2018—2019 годах проведены предварительные научные изыскания и археологические раскопки. В 2021 году завершены противоаварийные работы на крепостных башнях, также разработана проектная документация по реставрации нескольких объектов, входящих в комплекс Копорской крепости. По состоянию на июнь 2023 года решение о выделении финансирования на выполнение работ по сохранению крепости не принято.

## Архитектурный ансамбль крепости
Крепость включает в себя:
- Оборонительные стены
- Воротный комплекс
- Мост, последняя часть которого раньше была подъёмной
- Преображенская церковь
- Часовня, фамильная усыпальница Зиновьевых

До наших дней не сохранились «солдатские квартиры», продовольственный склад, конюшня, приказная палата и людские покои.

### Башни крепости
1. Северная башня
2. Южная башня
3. Средняя башня
4. Наугольная башня

## Галерея

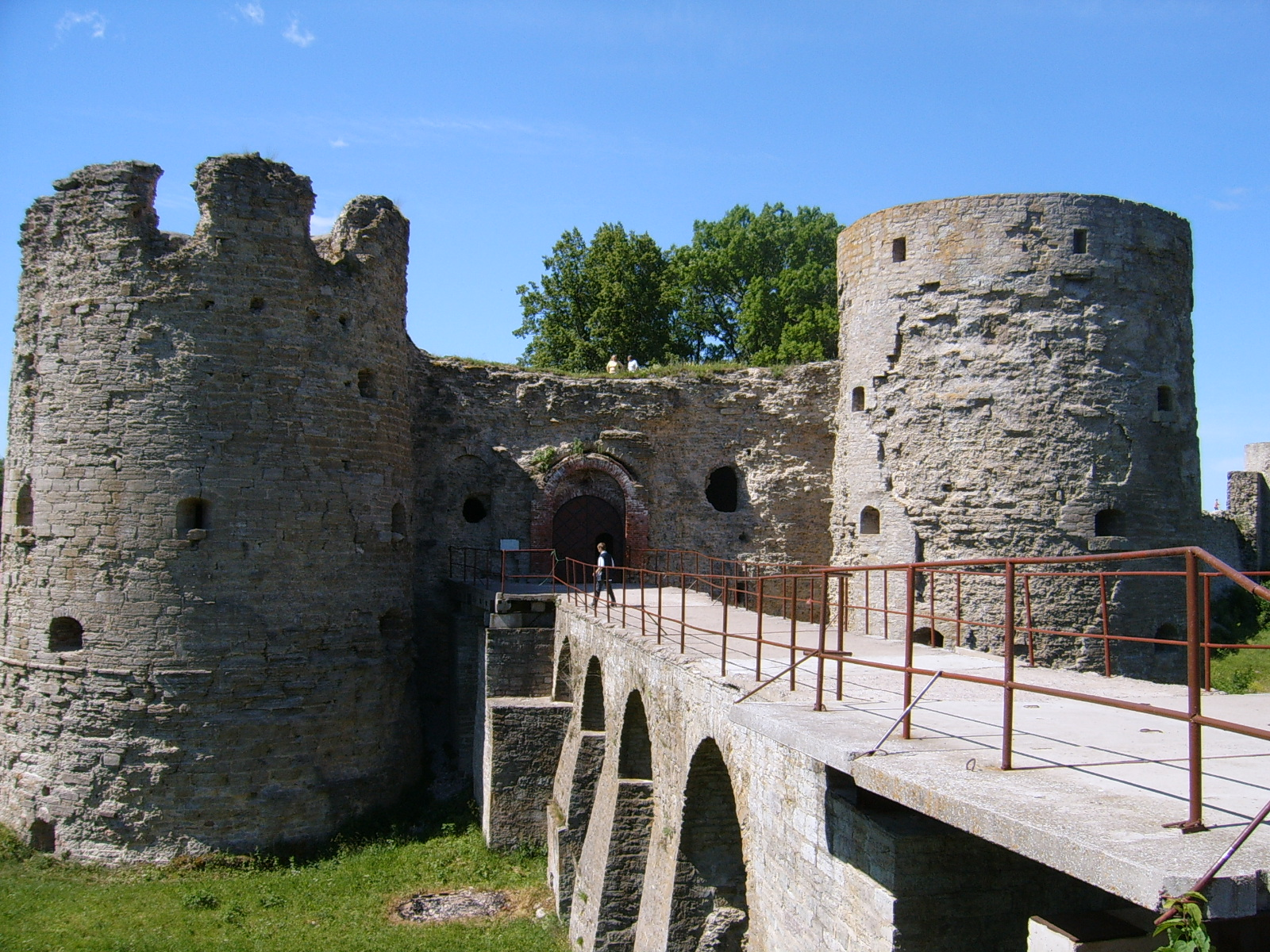
Вход в крепость, а также Северная и Южная башни.
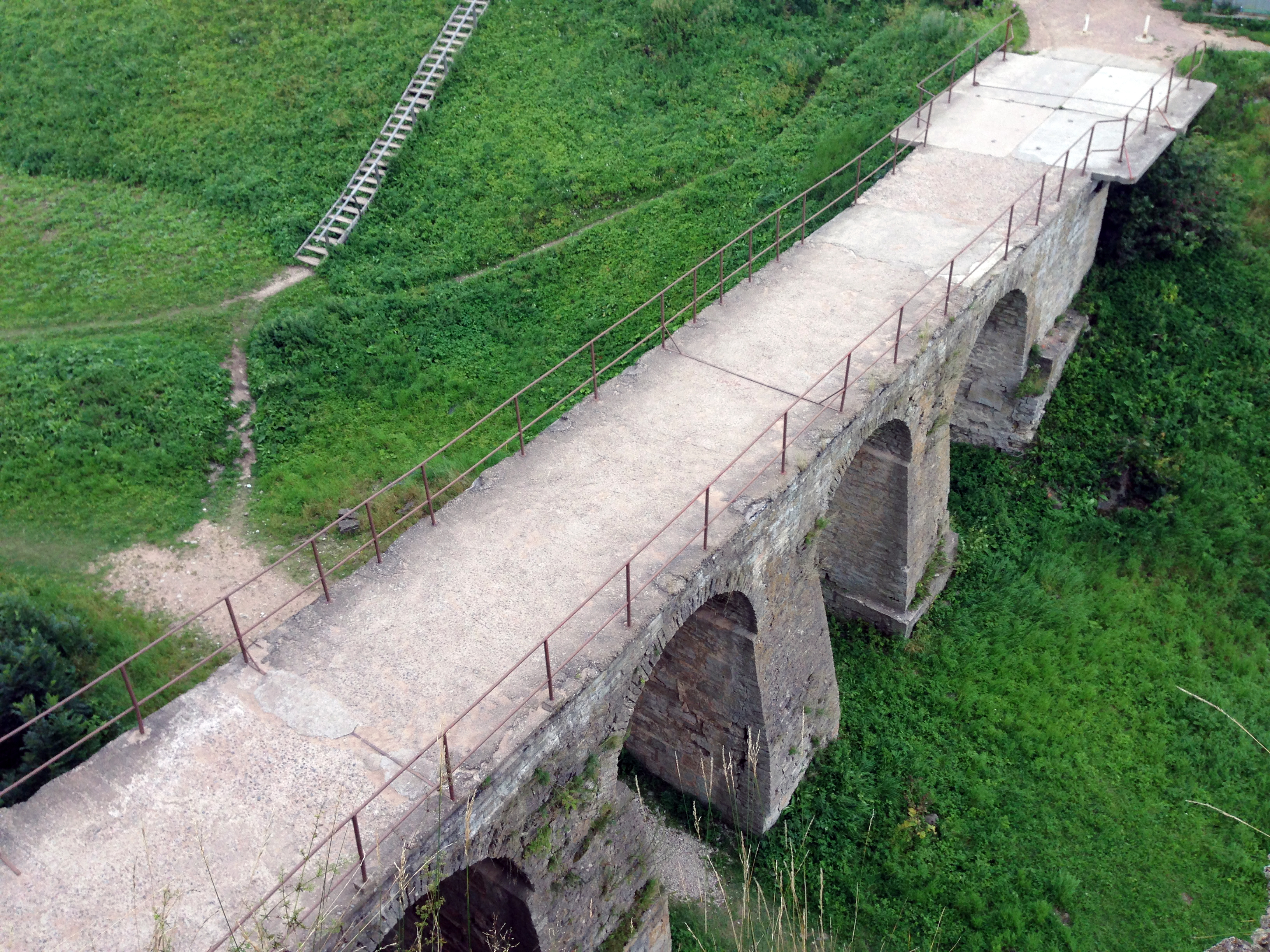
Мост в крепость.
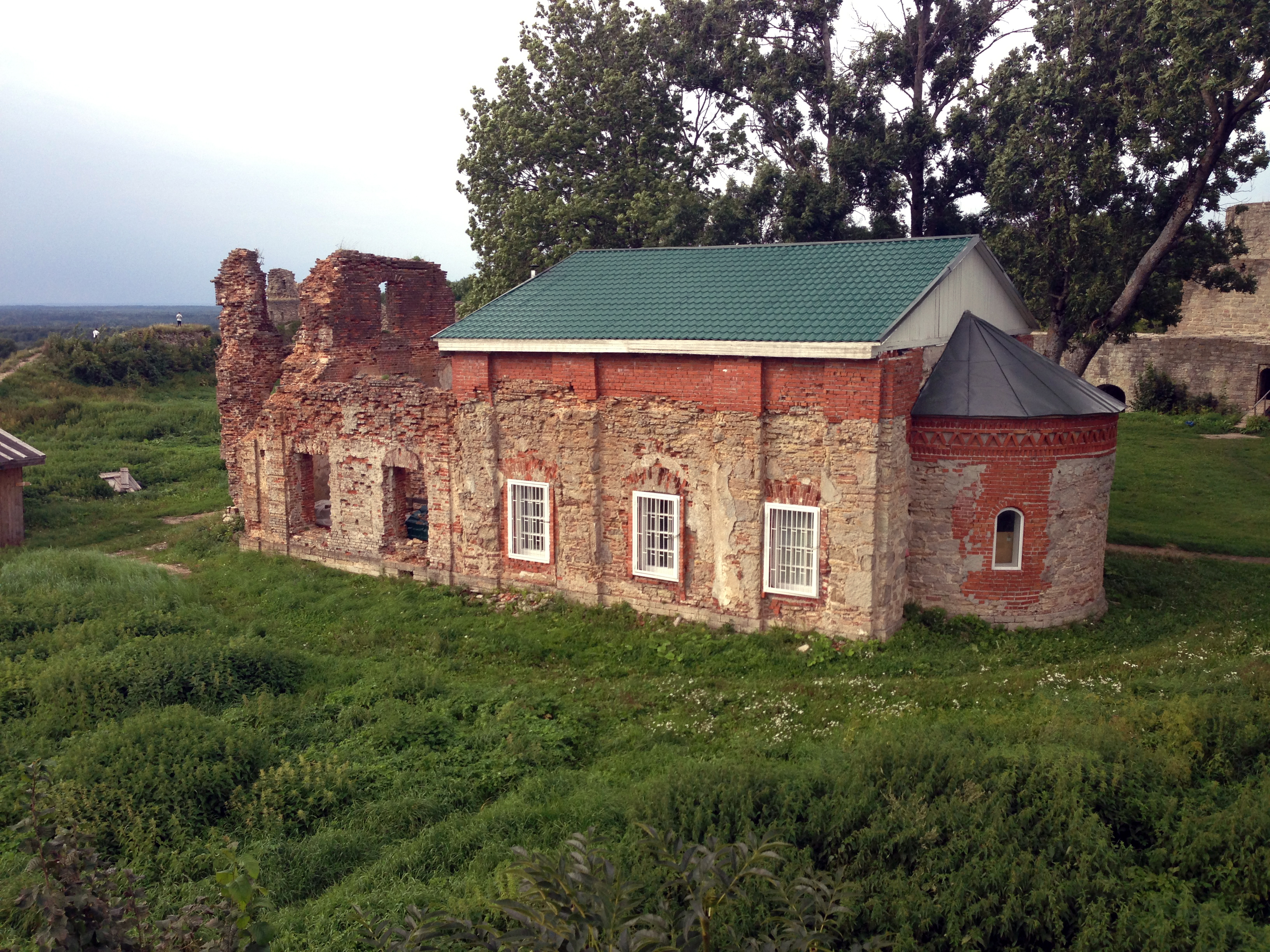
Руины Преображенской церкви внутри крепости.
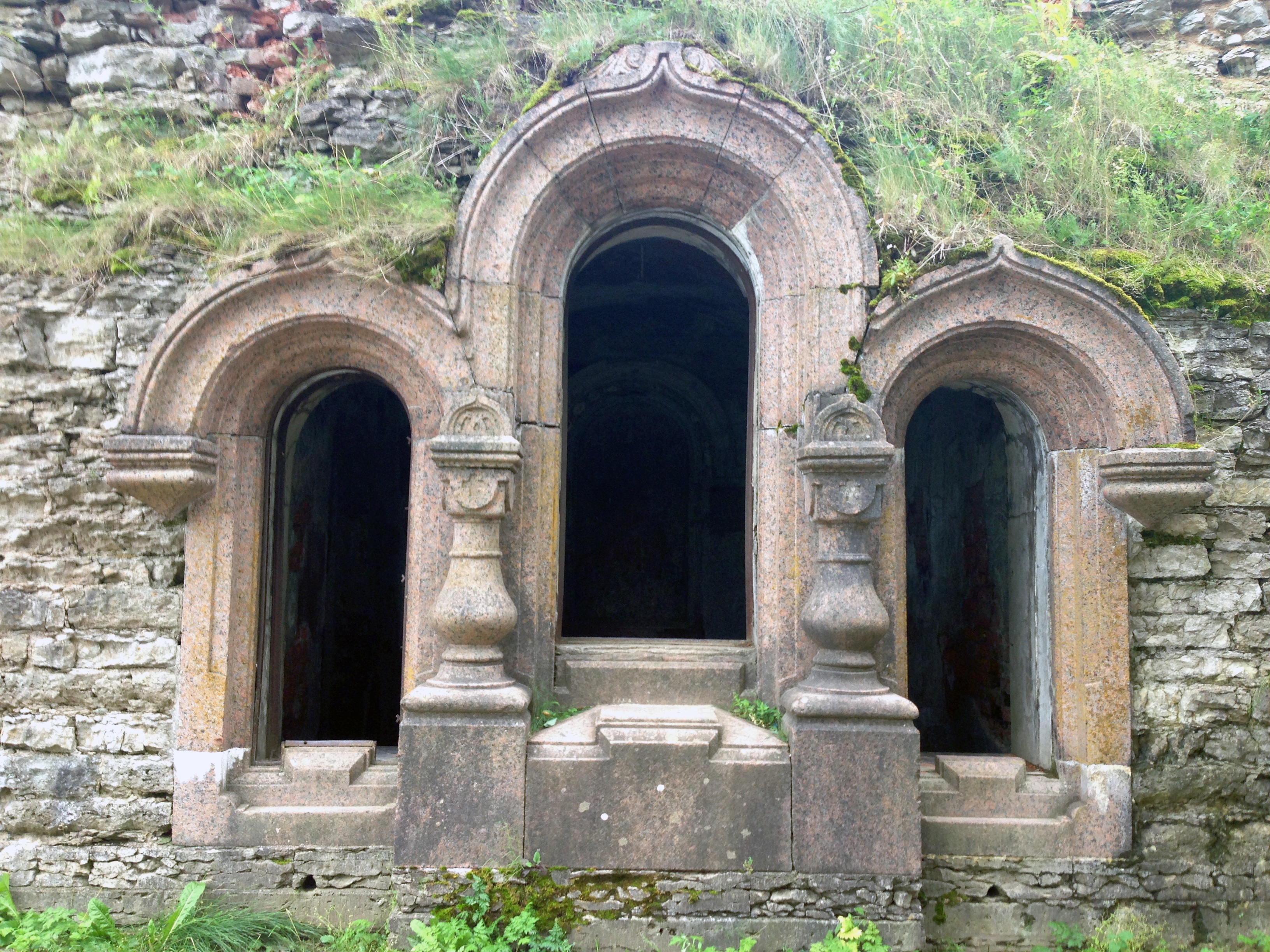
Часовня – усыпальница Зиновьевых.
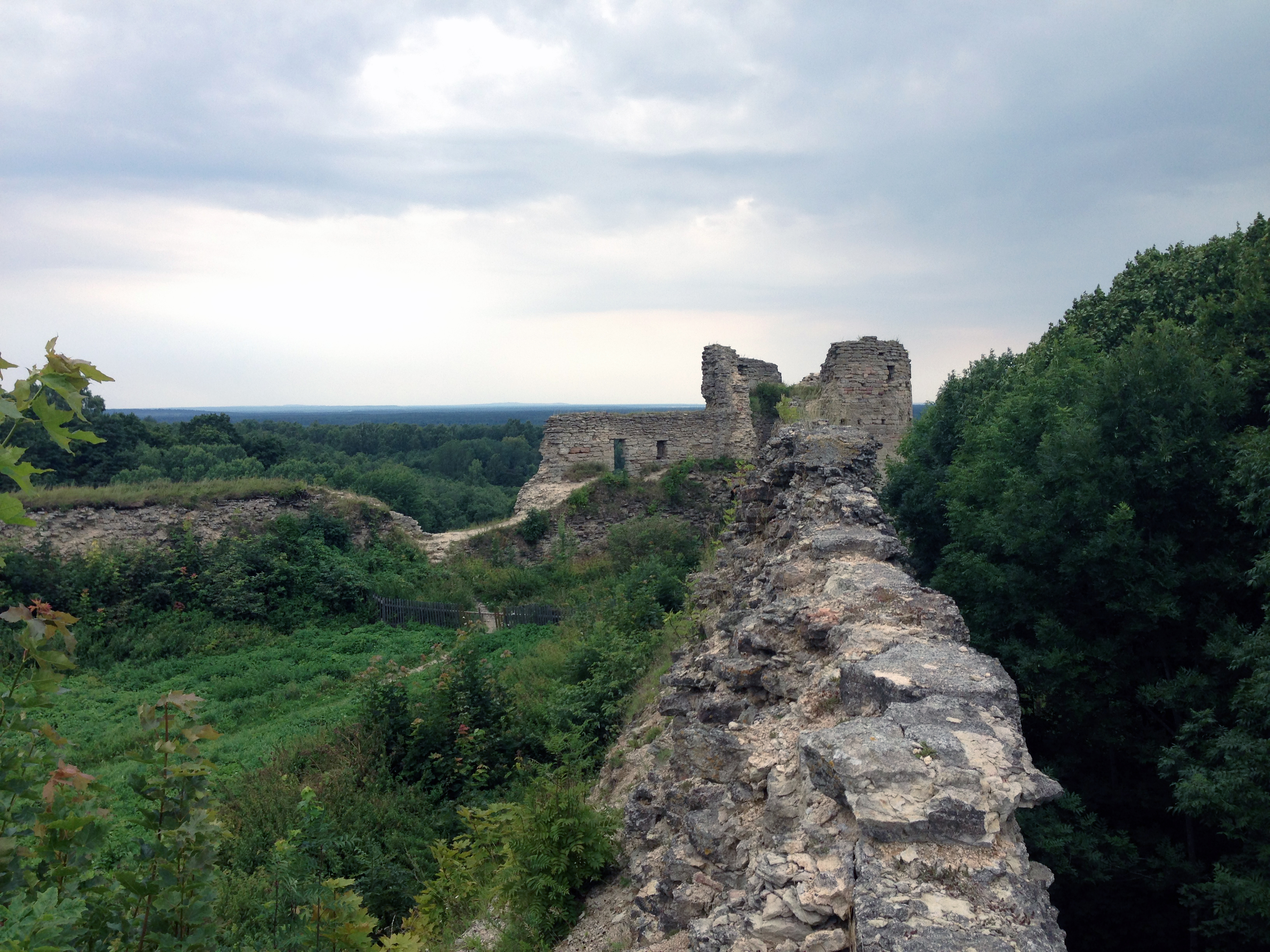
Вид на Наугольную башню и стену крепости.
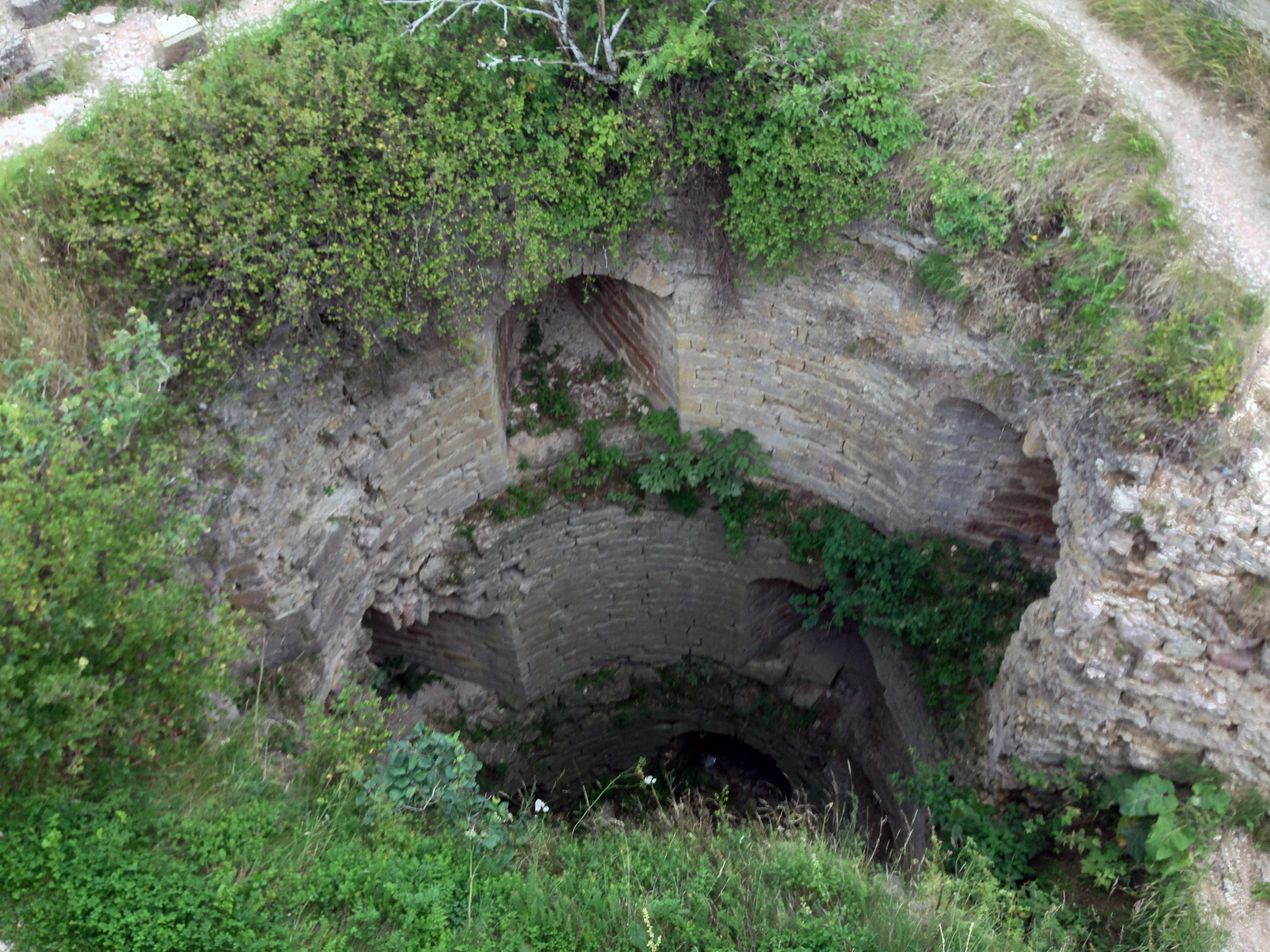
Наугольная башня изнутри.
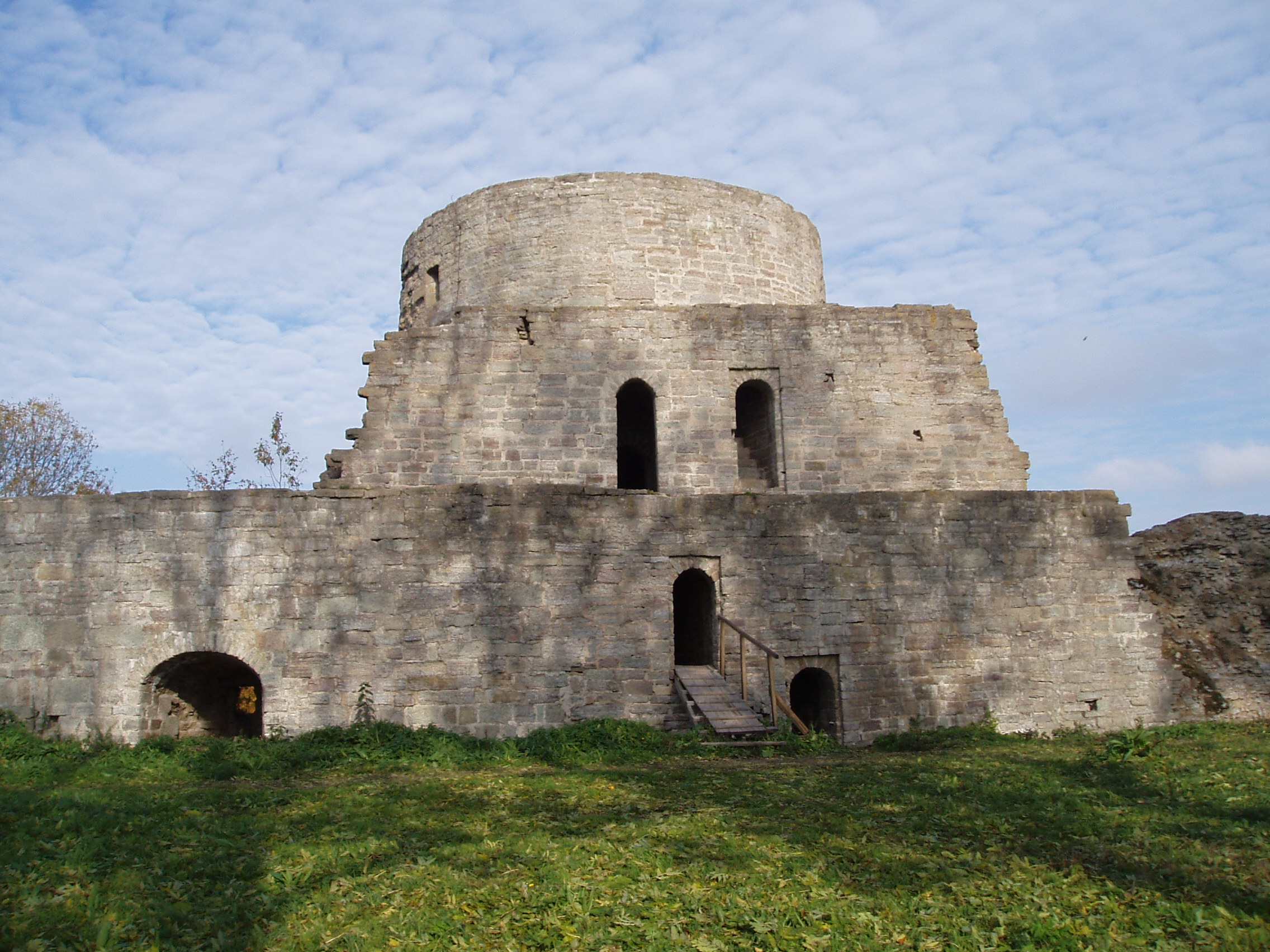
Средняя башня.
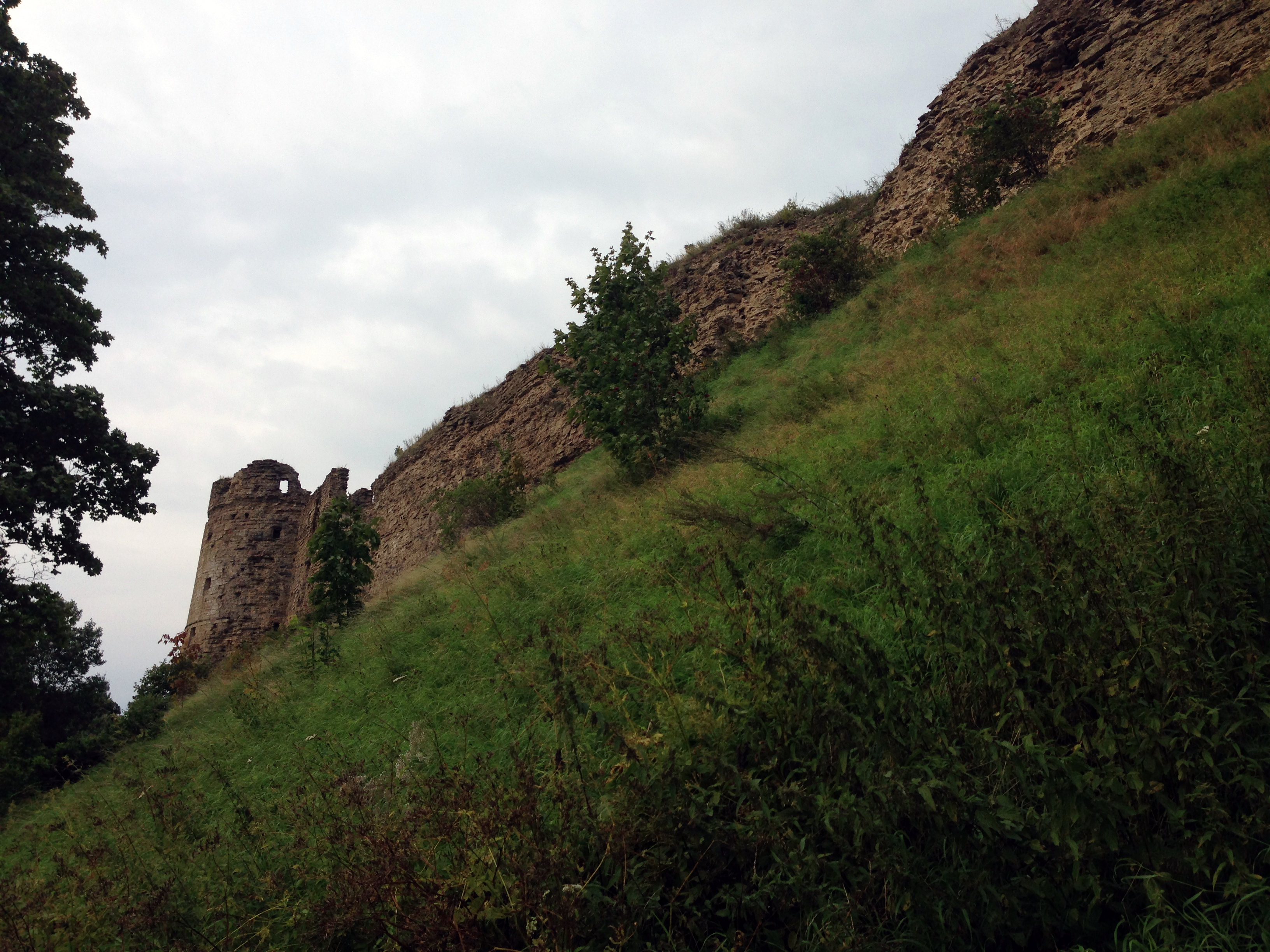
Вид на стену и Наугольную башню снаружи крепости.
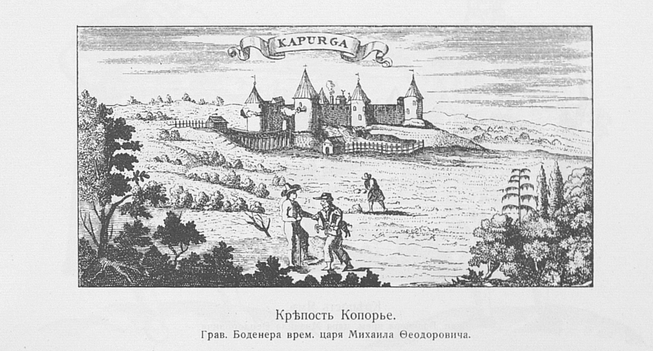
Гравюра Боденера с изображением крепости Копорье. Сделана во время контроля крепости Копорье шведами в эпоху русского царя Михаила Федоровича.